# シャフリスタン駅
シャフリスタン駅（ウズベク語: Shahriston bekati）はウズベキスタンのタシュケントユヌサバード地区にある、タシュケント地下鉄ユヌサバード線の駅。

## 沿革
2001年10月26日に当駅-ミング・オリク間の開通時に駅開業。当初、この駅はソ連の科学者で地質探検家のハビブ・アブドゥラエフにちなんで「ハビブ・アブドゥラエフ駅」（ウズベク語: Habib Abdullayev bekati）と名付けられたが、2015年6月16日にタシケント行政長官の決定により「シャクリスタン駅」に改名された。

## 駅構造
相対式ホーム2面2線を有する地下駅。相対式ホームはタシュケント地下鉄で初めての事例であり、他にはテフノパルク駅のみである。駅の装飾にはナマンガン州チュスト地区産の大理石、花崗岩、トラバーチンが使用されている。
ホームから出口への階段はホーム両端にあり、改札口も別個に設置されている。改札口は入口・出口で分けられており、入口側はセキュリティチェックがある。

## 駅周辺
- アミール・ティムール通り（ウズベク語版）
- コルジンカ（ウズベク語版、ロシア語版）
- ウズベキスタン殉教者広場（英語版、ウズベク語版）
- タシケント政治弾圧犠牲者博物館（英語版、ウズベク語版）
- ベシュ・コゾン（Besh Qozon） - 通称「プロフセンター」
- タシュケントタワー

## 隣の駅
タシュケント地下鉄
 ユヌサバード線
ユヌサバード駅 - シャフリスタン駅 - バダムザール駅